# Barycnemis alpina
Barycnemis alpina là một loài tò vò trong họ Ichneumonidae.